# Habibollah Achlaghi
Habibollah Achlaghi (pers. ‏حبیب‌الله اخلاقی‎; ur. 3 sierpnia 1985) – irański zapaśnik w stylu klasycznym. Dwukrotny olimpijczyk. Siódmy w Rio de Janeiro 2016 w kategorii 85 kg i trzynasty w Londynie 2012 w kategorii 84 kg.
Czterokrotny uczestnik mistrzostw świata, brązowy medalista w 2009 i 2015. Mistrz igrzysk azjatyckich w 2014. Pierwszy na mistrzostwach Azji w 2012. Pierwszy w Pucharze Świata w 2014 i 2016; trzeci w 2015 i dziewiąty w 2010. Złoto na akademickich mistrzostwach świata z 2008, brąz w 2010 roku.